# Nicolaas Apeldoorn
Nicolaas Gerardus Apeldoorn (Alkmaar, 15 februari 1908 - Maassluis, 10 november 1982) was een Nederlands verzetsstrijder tijdens de Tweede Wereldoorlog en katholiek geestelijke.
Nicolaas Apeldoorn kwam uit een aannemersgezin. Na de lagere school doorliep hij het Dominicus College in Nijmegen en trad toe tot de Orde der Dominicanen. Apeldoorn werd in 1933 tot priester gewijd en werd in 1934 benoemd tot kapelaan aan de Provenierskerk in Rotterdam. Tevens werd hij leraar godsdienst en maatschappijleer aan de ambachtsschool in de Baljuwstraat in Rotterdam.
In 1943 raakte pater Apeldoorn in het verzet betrokken toen een collega van de ambachtsschool wilde onderduiken, toen Nederlandse militairen zich in krijgsgevangenschap moesten begeven. Pater Apeldoorn nam in het verzet de schuilnaam Victor aan en werkte aan de opzet van een katholieke organisatie voor hulp aan onderduikers. Deze Rotterdamse organisatie trad onder de codenaam F2 toe tot de Landelijke Organisatie voor Hulp aan Onderduikers.
In januari 1944 moest Victor onderduiken omdat zijn naam bij de SD bekend was geworden. Halverwege 1944 was de Haagse organisatie (D1) door de SD opgerold. Victor werd naar Den Haag gezonden om de organisatie opnieuw op te zetten. Toen op 20 oktober 1944 een groep van 30 verzetsstrijders in het Sint Franciscus Gasthuis in Rotterdam was gearresteerd vertrok Victor voor overleg met de KP naar Rotterdam. De KP pleegde daarop op 24 oktober een overval op het hoofdkantoor van politie aan het Haagseveer en bevrijdde 48 gevangenen. Victor wist tot de bevrijding in 1945 uit handen van de Duitsers te blijven.
Na de oorlog hield hij contact met de gereformeerde dominee Frits Slomp, met wie hij in het verzet had samengewerkt. Zij hielden samen vele lezingen waarin zij ook de oecumenische gedachte naar buiten brachten. Pater Apeldoorn was jarenlang vicevoorzitter van de Nederlandse Federatieve Raad van het Verzet en vanaf 1969 tot zijn dood voorzitter van het Voormalig Verzet Zuid-Holland.
Voor zijn werk kreeg hij in 1968 het officierskruis van de Orde van Oranje-Nassau uitgereikt en in 1978 de Rotterdamse Wolfert van Borselenpenning.